# 庫日姆

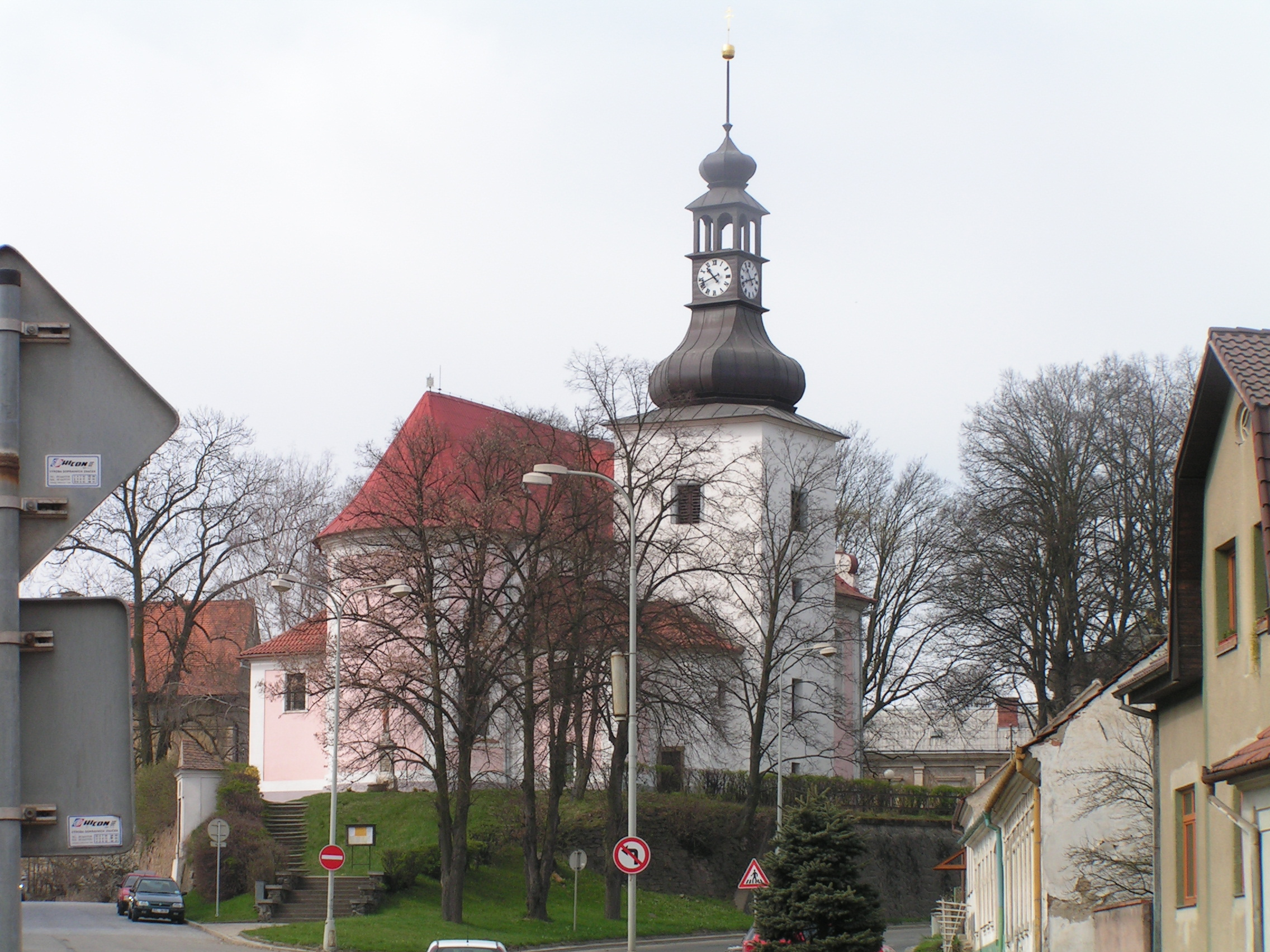

庫日姆是捷克的城鎮，位於該國東部，距離首府布爾諾14公里，由南摩拉維亞州負責管轄，面積17.37平方公里，海拔高度286米，該地區自舊石器時代有人類居住，2012年人口10,833。

## 外部連結
- Municipal website （页面存档备份，存于）